# أرنولد ديفيدسون
أرنولد ديفيدسون (بالإنجليزية: Arnold Davidson)‏ هو فيلسوف أمريكي، ولد في 22 يوليو 1955.

## وصلات خارجية
- أرنولد ديفيدسون على موقع قاعدة بيانات برودواي على الإنترنت (الإنجليزية)